# Lijst van nummer 1-hits in de UK Singles Chart in 1952
Deze hit stond in 1952 op nummer 1 in de UK Singles Chart:
| Datum       | Artiest    | Titel            |
| ----------- | ---------- | ---------------- |
| 15 november | Al Martino | Here in My Heart |
| 22 november | Al Martino | Here in My Heart |
| 29 november | Al Martino | Here in My Heart |
| 6 december  | Al Martino | Here in My Heart |
| 13 december | Al Martino | Here in My Heart |
| 20 december | Al Martino | Here in My Heart |
| 27 december | Al Martino | Here in My Heart |

1952 ·
1953 ·
1954 ·
1955 ·
1956 ·
1957 ·
1958 ·
1959 ·
1960 ·
1961 ·
1962 ·
1963 ·
1964 ·
1965 ·
1966 ·
1967 ·
1968 ·
1969 ·
1970 ·
1971 ·
1972 ·
1973 ·
1974 ·
1975 ·
1976 ·
1977 ·
1978 ·
1979 ·
1980 ·
1981 ·
1982 ·
1983 ·
1984 ·
1985 ·
1986 ·
1987 ·
1988 ·
1989 ·
1990 ·
1991 ·
1992 ·
1993 ·
1994 ·
1995 ·
1996 ·
1997 ·
1998 ·
1999 ·
2000 ·
2001 ·
2002 ·
2003 ·
2004 ·
2005 ·
2006 ·
2007 ·
2008 ·
2009 ·
2010 ·
2011 ·
2012 ·
2013 ·
2014 ·
2015 ·
2016 ·
2017 ·
2018 ·
2019 ·
2020 ·
2021
- Verenigd Koninkrijk
- Verenigde Staten (Best Sellers)